# 울산 박씨
울산 박씨(蔚山朴氏)는 울산광역시를 본관으로 하는 한국의 성씨이다.

## 역사
시조 박윤웅(朴允雄)은 고려 태조(太祖) 때 큰 공이 있었으며, 그로 인해 고향인 하곡현(河曲縣)이 동진현(東津縣)・우풍현(虞風縣)과 병합되고 흥례부(興禮府)로 승격되었다고 한다.
조선이 개국되던 때 박유는 개성에서 충남 예산군 광시면으로 이주 은거하여 두문동 72현으로 칭송받았으며, 며느리 현풍곽씨는 남편이 사망한 후에도 시아버지인 박유를 정성컷 부양하여 세종13년 1431년 효부로 인정되었고 광시면 은사리에 정녀비가 세워져 있다.
박홍(朴泓, 1534년 ~ 1593년)의 본관이다
박두세는 숙종 때 요로원야화기를 저술하였다. 요로원야화기는 주인공인 충청도 양반이 서울양반과 밤새 대화하는 내용을 수필 형식으로 써내려간 소설이다. 김삿갓 스타일의 한시가 나와 그 당시 양반들의 삶과 문화를 짐작하게 해준다.
박계숙 박취문은 조선 중기 시절 부자지간으로 울산에서 살다가 무과에 급제하여 함경도로 무관생활하러 간 일정을 각 일기로 남겼는데, 그 일기책 제목은 부북일기로 울산에서부터 함경도까지 어느 도시를 지났는지, 기생과 어떤 관계를 맺었는지, 화살을 쏘는 실력은 어떤지 등 생생한 생활상을 담고 있어 매우 흥미로운 책이다. 
14세손 박보 할아버지의 딸이 고려 시대 파평윤씨 윤보에게 시집간 사실이 족보에 기록되어 있는데, 파평윤씨 족보에도 배우자가 울산박씨라고 기재되어 있고 윤보의 손녀가 고려 충혜왕의 정비라고 기재되어 있다. 이로써 고려시대 인물들 족보의 신뢰성이 있다고 보여진다.

## 인구
- 2000년 7,033가구 22,427명
- 울산광역시, 인천 강화군, 충남 예산군, 충북 옥천군, 경북 경산군 등에 많이 거주하고 있다. 북한 지역은 경기도 개성, 함경도 부령에 일족이 있었으나 현재는 분단되어 확인이 불가능하다.